# Rabbe Smedlund
Rabbe Gustav Smedlund, född 6 oktober 1948 i Gamlakarleby, är en finlandssvensk skådespelare. 

## Biografi
Smedlund gick i Svenska teaterskolan 1973–1977 och har därefter varit anställd vid Svenska Teatern i olika repriser samt vid Ryhmäteatteri, Lilla Teatern och Viirus. Han har en förmåga utöver det vanliga att med knappa medel antyda stora spänningar och konflikter i en människas psyke. Ett utmärkt exempel är rollen som atomfysikern Niels Bohr i Ett möte i Köpenhamn (Svenska Teatern 1999 i Anna Simbergs regi). Men han kan också med sin blotta uppsyn få folk att vrida sig av skratt, som i den av Dario Fo och Carlo Barsotti regisserade farsen Anarkisten som slängdes ut genom fönstret av en olyckshändelse (Svenska Teatern 2005), i vilken han var den tokrolige byråkraten Bertozzo.
Smedlund är en av Svenskfinlands mest framstående skådespelare och har dessutom fått många krävande karaktärsroller att bita i. Hans hudlösa unga Outi i Hagar Olssons och Johanna Enckells Snöbollskriget (Lilla Teatern) var en av hans första stora framgångar. Andra var rollen som sonen Edmund i Lång dags färd mot natt, som Bo Carpelans Axel och som den sympatiske Leopold Sundström i Joakim Groths storsuccé Härlig är jorden (alla tre på Svenska Teatern). Viktiga roller i vilka rollpersonen försökte sticka hål på fördomar har varit Molina i Spindelkvinnans kyss (Svenska Teatern) och Göran i Patrick 1,5 (Svenska Teatern). Han har medverkat i tv-filmer regisserade av Åke Lindman, Tuija-Maija Niskanen, Joakim Groth och Veli-Matti Saikkonen. 
Han tilldelades Pro Finlandia-medaljen 2010 och Svenska kulturfondens pris 2021.